# Benoît Poher
 (décembre 2012).
Si vous disposez d'ouvrages ou d'articles de référence ou si vous connaissez des sites web de qualité traitant du thème abordé ici, merci de compléter l'article en donnant les références utiles à sa vérifiabilité et en les liant à la section « Notes et références ».
Pour les articles homonymes, voir Poher (homonymie) et Ben.
Benoît Poher, né le 27 juin 1979 à Mantes-la-Jolie dans les Yvelines, est le chanteur leader du groupe de rock français Kyo. Il est également surnommé Ben.
Benoît fait aussi partie du groupe Empyr : leur premier album, The Peaceful Riot, est sorti le 12 mai 2008 et leur deuxième album, Unicorn, en avril 2011.
Il est aussi auteur/compositeur pour plusieurs artistes francophones (Emma Daumas, Jenifer, Emmanuel Moire, Johnny Hallyday).

## Biographie
Né à Mantes-la-Jolie, fils de musicien, l'envie de créer de la musique lui est venue pendant ses années d'études. Benoît a fait la connaissance des trois autres membres de Kyo (Fabien Dubos, Florian Dubos et Nicolas Chassagne) en 1994 lorsqu'ils étaient au collège Notre-Dame « les Oiseaux ». Benoît a débuté dans le groupe comme bassiste, il n'en est devenu chanteur qu'après.[réf. souhaitée]
Pour Benoît, « le moment le plus émotionnel de sa vie » fut celui où il a entendu pour la première fois à la radio une chanson de Kyo.
En novembre 2005, il a composé la chanson Ma religion dans son regard pour l'album Ma vérité de Johnny Hallyday.
Benoît a également écrit les paroles de certaines chansons pour le deuxième album de Sita Vermeulen tel que L'Envers du décor ainsi que Rien à perdre.
Benoît a également fait la musique de Allo Quiche, une série française diffusée en 2005 sur Canal+.[réf. souhaitée]
Benoît a écrit Mon essentiel pour la comédie musicale Le Roi Soleil, a participé à l'écriture de la chanson Une autre vie de la comédie musicale Cléopâtre, la dernière reine d'Égypte ainsi que Le Ciel et l'Enfer pour la comédie musicale Dracula, l'amour plus fort que la mort et a composé Tomber dans ses yeux pour la comédie musicale 1789 : Les Amants de la Bastille. En 2011, il écrit également la chanson Je reste pour Amel Bent.
Le 15 septembre 2017, il sort un nouveau single avec le groupe Kyo, intitulé Ton Mec. Le nouvel album dont est extrait ce titre s'intitule Dans la peau et est sorti le 8 décembre 2017.[réf. souhaitée]

## Vie privée
Benoît s'est marié le 25 août 2007 avec celle qui partage sa vie depuis 1996 avec des intermittences, Laëtitia Bourdon. Il est papa de deux garçons.